# Nair Tiknizyan
Nair Tiknizyan (en russe : Наир Тикнизян, et en arménien : Նաիր Հովհաննեսի Տիկնիզյան) est un footballeur international arménien né le 12 mai 1999 à Saint-Pétersbourg. Il joue au poste d'arrière gauche à l'Étoile rouge de Belgrade.

## Biographie

### En club
Il réalise ses débuts avec le CSKA Moscou le 20 septembre 2017, lors d'un match Coupe de Russie contre l'Avangard Koursk. 
Le 9 janvier 2019, il signe un nouveau contrat de trois ans. 
Il fait ses débuts dans le championnat de Russie le 25 août 2019, contre l'Akhmat Grozny en entrant à la 89e minute de jeu à la place d'Ivan Obliakov. 
Le 20 janvier 2020, il est prêté à l'Avangard Koursk. 
Le 11 septembre 2020, il prolonge son contrat jusqu'à la fin de la saison 2024-2025. 
Le 13 mars 2021, il inscrit son premier but dans le championnat de Russie, sur la pelouse de l'Arsenal Toula. Il ne peut toutefois empêcher la défaite de son équipe, 2-1.
Le 4 août 2021, il signe un contrat de cinq ans avec le Lokomotiv Moscou. 

### En équipe nationale
Avec les espoirs, il participe au championnat d'Europe espoirs en 2021. Lors de cette compétition organisée en Hongrie et en Slovénie, il joue trois matchs. Il se met en évidence en marquant un but lors de la première rencontre face à l'Islande. Avec un bilan d'une victoire et deux défaites, la Russie est éliminée dès le premier tour.